# Onthophagus yucatanus
Onthophagus yucatanus là một loài bọ cánh cứng trong họ Bọ hung (Scarabaeidae).